# Vaccinium apophysatum
Vaccinium apophysatum är en ljungväxtart som beskrevs av Herman Otto Sleumer. Vaccinium apophysatum ingår i blåbärssläktet, och familjen ljungväxter. Inga underarter finns listade i Catalogue of Life.